# Erioconopa
Erioconopa es un género de dípteros nematóceros perteneciente a la familia Limoniidae. Se distribuye por la región paleártica

## Especies
- Contiene las siguientes especies:
- E. diuturna (Walker, 1848)
- E. elegantula (Alexander, 1913)
- E. harukawai (Alexander, 1926)
- E. interposita Stary, 1976
- E. symplectoides (Kuntze, 1914)
- E. tadzika (Savchenko, 1972)
- E. trivialis (Meigen, 1818)